# Spálený kopec (Olomoucký kraj)
Spálený kopec je malá vyvýšenina s nadmořskou výškou 432 m, která se nachází u Alojzova. Je součástí prostějovské pánve a zároveň je jejím nejvyšším vrcholem. V okolí se rozprostírají lesy, jež se nabízejí k rekreaci a odpočinku. Kolem Spáleného kopce vede zelená turistická trasa spojující Otaslavice a Plumlov.